# اولگا نوویکووا (بازیکن فوتبال)
اولگا نوویکووا (انگلیسی: Olga Novikova؛ زادهٔ ۹ دسامبر ۱۹۷۷) بازیکن فوتبال اهل بلاروس است.
وی همچنین در تیم ملی فوتبال Belarus بازی کرده‌است.